# Aria Fischer
Pour les articles homonymes, voir Fischer.
Aria Fischer est une joueuse américaine de water-polo née le 2 mars 1999 à Laguna Beach. 

## Biographie
Elle a remporté avec l'équipe des États-Unis la médaille d'or du tournoi féminin aux Jeux olympiques d'été de 2016 à Rio de Janeiro, puis elle gagne les Championnats du monde de water-polo en 2017 à Budapest, et en 2019 à Gwangju. Elle s'impose à nouveau aux Jeux olympiques d'été de 2020 à Tokyo.
Sa sœur, Makenzie Fischer, est également poloïste et faisait aussi partie de l'équipe championne olympique.